# 米西瓦哈南山
10°30′29″S 76°51′33″W / 10.50806°S 76.85917°W
米西瓦哈南山（Mishihuajanan），是秘魯的山峰，位於該國中南部利馬大區，由卡哈坦博區和奧永區負責管轄，屬於安地斯山脈的一部分，海拔高度5,100米。